# علامة الغسيل
رمز الغسيل والذي يطلق عليه رمز الرعاية أيضًا، هو رسم يبين لنا كيفية الغسيل ويبين طريقة الغسيل، فمثلا طريقة التجفيف والتنظيف الجاف وكي الملابس.
ملصقات الرعاية هي ملصقات تتم عليها كتابة هذه الرموز، وتكون مرفقة بالملابس للإشارة إلى الطريقة الأفضل لتنظيف عنصر معين. حيث تختلف هذه الرموز لملصقات الرعاية هذه حسب المنطقة الجغرافية. في بعض المعايير، حيث ان الصور التوضيحية تتكامل مع التعليمات المكتوبة وتتعايش معها. في السابق كان النظام الكندي يعتمد على اللون: الاخضر لـ «المضي قدما»، والأصفر لـ «كن حذرا»، والأحمر لـ «توقف». ولكن تم الاستغناء عن هذا النظام لصالح مخطط أمريكا الشمالية المشترك على الرغم من وجود معيار دولي تم الاتفاق عليه من قبل ISO وداخل أوروبا من قبل الاتحاد الأوروبي، لذلك فإن قوانين حقوق النشر تجعل من الصعب نشر هذه على نطاق واسع. ومع ذلك، كانت هناك محاولات لتلخيص المعايير الوطنية والدولية الرئيسية.

## أوروبا
GINETEX ، ومقرها في فرنسا، هي الجمعية الأوروبية لتوسيم العناية بالمنسوجات، وتم تشكيلها في عام 1963 بعد تشكيل المؤتمرات الأكاديمية في أواخر الخمسينيات لتحديد وتعيين معيار واحد من العلامات.

## تعميم
يصف مصطلح الرعاية كيفية العلاج المسموح به للملابس دون إتلاف النسيج. لم يتم ذكر ما إذا كان هذا العلاج ضروريًا أو كافيًا من العلاج المحدد المقبول دائمًا. الرموز المحمية والذي يجب استخدام هذه الرموز للامتثال لشروط الترخيص؛ والذي يمنع وضع العلامات غير الصحيحة فيه.

## الغسيل
يظهر حوض الغسيل المزين، ويبين الرقم في الحوض أقصى درجة حرارة للغسيل (درجات مئوية). يوضح الشريط الموجود أسفل الحوض إلى معاملة أكثر نعومة في الغسالة. يدل الشريط الثنائي على التعامل بلطف للغاية. تشير اليد في الحوض إلى أنه يُسمح فقط بغسل اليدين (لا يزيد عن 40 درجة مئوية). . حوض الغسيل المتقاطع يعني أنه لا يجوز غسل النسيج في الظروف المنزلية العادية.
في المعيار الأوروبي، يشار إلى مستوى الحث على الغسيل الموصى به من خلال الأشرطة الموجودة أسفل رمز حوض الغسيل. يشير عدم وجود شريط إلى الحد الأقصى من الإثارة (غسل القطن)، ويشير شريط واحد إلى التحريض المتوسط (دورة المواد التركيبية) ويشير الشريط المزدوج إلى الحد الأدنى من الإثارة (دورة الحرير / الصوف). تشير رموز الشريط أيضًا إلى مستوى الدوران الموصى به مع المزيد من الأشرطة التي تشير إلى انخفاض سرعة الدوران المفضلة.

## التبييض
يسمح المثلث الفارغ بالتبييض باستخدام الكلور أو غير الكلور. يحظر خطان مائلان في المثلث تبييض الكلور. المثلث المتقاطع يحظر أي تبييض.

## التجفيف
ترمز الدائرة في المربع إلى مجفف الملابس. تتطلب نقطة واحدة التجفيف عند درجة حرارة منخفضة ونقطتين لدرجة الحرارة العادية. الرمز المتقاطع يعني أن الملابس لا تتحمل تجفيف الآلة. في الولايات المتحدة واليابان، هناك رموز أخرى للتجفيف الطبيعي يتم استخدامها.

## كوي الملابس
تسمح المكواة بما يصل إلى ثلاث نقاط للكي يتم تعيين درجات الحرارة لعدد النقاط: واحد يصف 110 درجة مئوية، واثنان يصف لمدة 150 درجة مئوية وثلاث درجات حرارية يصف لمدة 200 درجة مئوية. المكواة مع إشارة لتقاطع تمنع الكوي.

## التنظيف الاحترافي
تحدد الدائرة قدرات وإمكانيات التنظيف الاحترافي. الشريط تحت الرمز يعني التنظيف بلطف، والشريطين يوضحان تنظيفًا لطيفًا للغاية. التنظيف الكيميائي الحروف P و F في الدائرة المخصصة للمذيبات المختلفة المستخدمة في التنظيف الجاف الاحترافي. التنظيف الرطب الحرف W في دائرة للتنظيف الرطب الاحترافي.